# Opération survie
Pour plus de détails, voir Fiche technique et Distribution.
Opération survie (The Survivalist) est un film américain réalisé par Sig Shore (en) en 1987.

## Synopsis
Après l'explosion d'une bombe nucléaire américaine en Sibérie, le monde est au bord de la troisième guerre mondiale. Les autorités ne parviennent pas à maintenir l'ordre public et les États-Unis, comme tous les pays du monde, basculent dans le chaos. Jack Tillman, un vétéran de la Guerre du Viêt Nam obsédé par les armes à feu est prêt mais ne peut empêcher le meurtre de son épouse et de sa fille. Il décide de fuir dans les montagnes avec un couple d'amis afin de retrouver son fils Danny. Il est poursuivi par un autre vétéran, le lieutenant Youngman, membre de la garde nationale et dont il est le rival depuis la guerre. Pour l'aider, Youngman recrute une bande de Hells Angels sans foi ni loi. Les amis de Tillman se séparent. Le docteur Vincent Ryan veut atteindre un hôpital pour se rendre utile tandis que son épouse Linda, une infirmière, veut rester auprès de Jack, avec qui elle se sent en sécurité et dont elle ne tarde pas à tomber amoureuse. Un couple d’auto-stoppeurs assassine Vincent tandis que Linda et Jack retrouvent Danny.

## Fiche technique
- Titre : Opération survie
- Titre original : The Survivalist
- Scénario : John V. Kraft
- Musique : Tony Camillo
- Photographie : Benjamin Davis
- Montage : Darrell Hanzalik
- Production : David Greene et Steven Shore
- Société de production : Precision Films et Skouras Pictures
- Pays :  États-Unis
- Langue : anglais
- Couleur
- Son : Dolby
- Pays :  États-Unis
- Genre : Action, drame et science-fiction
- Durée : 93 minutes
- Classification : USA : R
- Dates de sortie : 
  -  France : mai 1987 (Festival de Cannes)

## Distribution
- Steve Railsback : Jack Tillman
- Sandra Lea : Sally
- Tara Trimble : Kim
- Jason Healey : Danny
- Cliff De Young : Dr Vincent Ryan
- Susan Blakely : Linda
- Marjoe Gortner : Lieutenant Youngman
- Michael Flynn : Copilote
- Richard Dayhuff : Colonel Walker
- David Wayne : Dub Daniels
- J. Kenneth Campbell : le porte-parole du président